# Manresà (Badalona)
El Manresà és un barri de Badalona (Barcelonès) que forma part del Districte I juntament amb Canyadó, Casagemes, Centre, Dalt de la Vila, Coll i Pujol i Progrés.
És un barri molt característic, perquè és l'últim barri a la costa badalonina, limita amb Montgat. Té molt poca població, hi viuen 341 persones; 180 homes (52,8%) i 161 dones (47,2%), representant tan sols un 0,3% del total de la població de Badalona. Així mateix, també té una molt baixa densitat de població, perquè, en termes generals, la zona està destinada tant a indústria com a habitatge, un fet, que ha provocat alguns conflictes.
El nom prové d'una masia que hi havia a la zona, cal Manresà, que era molt a prop del mar i després es traslladà a l'interior, i en construir-se l'autopista C-31, el 1968, fou finalment enderrocada. Al segle xviii ja hi havia construccions al voltant d'aquesta masia; de fet, el barri és esmentat al Cadastre per primera vegada el 1827. El seu creixement, però, es produeix amb el limítrof barri de les Mallorquines de Montgat, tot i que l'augment de la població es va produir a mitjans dels anys cinquanta, a partir de l'arribada d'immigrants.
La seva platja és la de la Barca Maria, amb una longitud de 915 m, entre el torrent de Vallmajor i el passatge d'en Cussó.

## Veïns il·lustres
- Maria Dolors Sabater i Puig (1960), activista, alcaldessa de Badalona entre els anys 2015 i 2018.[6]